# Ludvig Myrén
Ludvig Nils Herbert Myrén (* 5. Dezember 2000 in Stockholm) ist ein schwedischer American-Football-Spieler auf der Position des Linebackers.

## Werdegang
Myrén begann bei der Schulmannschaft Hersby Hooligans mit dem American Football und trat 2016 der Jugend der Stockholm Mean Machines bei. Mit dieser wurde er 2017 schwedischer Juniorenmeister. 2018 nahm er für Schweden an der IFAF U-19 Weltmeisterschaft in Mexiko teil. Anschließend verbrachte er eine Saison an der Salida High School in Colorado. Dort wurde er in das All-Intermountain Football Team gewählt und teamintern als Spartans Linebacker des Jahres ausgezeichnet. 2019 spielte er erneut in der U19-Mannschaft der Mean Machines.
In der Superserien-Saison 2020 debütierte Myrén auf Herrenebene. Mit den Mean Machines erreichte er das Finale um die schwedische Meisterschaft, unterlag dort aber den Carlstad Crusaders. Myrén wurde als Superserien Rookie des Jahres ausgezeichnet. Im folgenden Jahr verlor er mit den Mean Machines erneut im Finale, diesmal gegen die Örebro Black Knights. Im Herbst 2021 wurde er mit der schwedischen Nationalmannschaft Vize-Europameister.
Für die Saison 2022 unterschrieb Myrén einen Vertrag bei Berlin Thunder. Er war die gesamte Saison Stammspieler und erzielte in der elften Woche beim Spiel gegen die Panthers Wrocław per Fumble Return seinen ersten Touchdown in der Liga. Er beendete die Saison mit 93 Tackles, womit er die siebtmeisten Tackles in der ELF erzielt hatte. Mit Thunder verpasste er trotz der positiven 7:5-Bilanz die Playoffs. Myrén verlängerte bei Thunder und lief auch in der Saison 2023 für das Berliner Franchise auf.

## Statistiken
| Jahr                                   | Team           | Spiele | Starts | Tackles | Tackles | Tackles | Tackles | Tackles | Passverteidigung | Passverteidigung | Passverteidigung | Passverteidigung | Fumbles | Fumbles | Fumbles | Sonstiges | Sonstiges |
| Jahr                                   | Team           | Spiele | Starts | Total   | Solo    | Ast     | TFL     | Sack    | INT              | Yds              | TD               | BrUp             | FF      | FR      | TD      | Blk       | Saf       |
| -------------------------------------- | -------------- | ------ | ------ | ------- | ------- | ------- | ------- | ------- | ---------------- | ---------------- | ---------------- | ---------------- | ------- | ------- | ------- | --------- | --------- |
| European League of Football            |                |        |        |         |         |         |         |         |                  |                  |                  |                  |         |         |         |           |           |
| 2022                                   | Berlin Thunder | 12     | 12     | 093     | 056     | 37      | 11,0    | 2,0     | 1                | 12               | 0                | 6                | 0       | 2       | 1       | 0         | 0         |
| 2023                                   | Berlin Thunder | 11     | 11     | 115     | 056     | 59      | 15,5    | 6,0     | 0                | 0                | 0                | 0                | 0       | 2       | 1       | 0         | 0         |
| 2024                                   | Berlin Thunder | 11     | 10     | 130     | 068     | 62      | 9,5     | 2,0     | 2                | 95               | 0                | 5                | 1       | 1       | 0       | 0         | 0         |
| ELF Gesamt                             | ELF Gesamt     | 34     | 33     | 338     | 180     | 158     | 36,0    | 10,0    | 3                | 107              | 0                | 11               | 1       | 5       | 2       | 0         | 0         |
| Quellen: stats.europeanleague.football |                |        |        |         |         |         |         |         |                  |                  |                  |                  |         |         |         |           |           |

| Jahr                            | Team           | Spiele | Starts | Tackles | Tackles | Tackles | Tackles | Tackles | Passverteidigung | Passverteidigung | Passverteidigung | Passverteidigung | Fumbles | Fumbles | Fumbles | Sonstiges | Sonstiges |
| Jahr                            | Team           | Spiele | Starts | Total   | Solo    | Ast     | TFL     | Sack    | INT              | Yds              | TD               | BrUp             | FF      | FR      | TD      | Blk       | Saf       |
| ------------------------------- | -------------- | ------ | ------ | ------- | ------- | ------- | ------- | ------- | ---------------- | ---------------- | ---------------- | ---------------- | ------- | ------- | ------- | --------- | --------- |
| European League of Football     |                |        |        |         |         |         |         |         |                  |                  |                  |                  |         |         |         |           |           |
| 2023                            | Berlin Thunder | 1      | 1      | 8       | 4       | 4       | 2,5     | 0,5     | 0                | 0                | 0                | 0                | 0       | 0       | 0       | 0         | 0         |
| ELF Gesamt                      | ELF Gesamt     | 1      | 1      | 8       | 4       | 4       | 2,5     | 0,5     | 0                | 0                | 0                | 0                | 0       | 0       | 0       | 0         | 0         |
| Quellen: sportsmetrics.football |                |        |        |         |         |         |         |         |                  |                  |                  |                  |         |         |         |           |           |